# Jakub Nowak (pisarz)
Jakub Nowak (ur. 1981 w Skarżysku-Kamiennej) – polski pisarz i politolog, autor literatury fantastycznej, doktor nauk o polityce.

## Życiorys
Urodził się w Skarżysku-Kamiennej, od czasu studiów mieszka w Lublinie. Literacko debiutował w 2004 opowiadaniem Struktura dysonansu – legenda, które zwyciężyło w konkursie „Nowej Fantastyki” i British Council.
W 2005 roku ukończył studia w zakresie politologii i dziennikarstwa na Uniwersytecie Marii Curie-Skłodowskiej w Lublinie. 
Za opublikowane w Nowej Fantastyce 07/2007 opowiadanie Karnawał otrzymał nominację do Nagrody im. Janusza A. Zajdla
26 czerwca 2009 na Wydziale Politologii UMCS obronił pracę doktorską zatytułowaną Aktywność obywateli online: teorie a praktyka, której promotorem był prof. Włodzimierz Mich, zaś recenzentami byli prof. Maria Marczewska-Rytko oraz dr hab. Zbigniew Oniszczuk.
Publikował opowiadania w Nowej Fantastyce i antologiach tematycznych, a także teksty publicystyczne i recenzje – w Czasie Fantastyki i Nowej Fantastyce. Jego opowiadania zebrano w 2017 w tomie Amnezjak. Powieściowy debiut (za który otrzymał nominację do Nagrody Literackiej im. Witolda Gombrowicza 2023)To przez ten wiatr, luźno oparty na faktach, opowiada w westernowej konwencji o wspólnym przedsięwzięciu ranczerskim Heleny Modrzejewskiej i Henryka Sienkiewicza. 
Pracuje jako adiunkt w Instytucie Dziennikarstwa na Wydziale Politologii UMCS. W zakres jego zainteresowań naukowych wchodzą  teorie komunikowania i mediów, zajmuje się kulturami popularnymi oraz nowymi wzorcami aktywności obywatelskiej online; a także zmianami na rynkach medialnych wywołanymi procesami konwergencji mediów
Odznaczony Brązowym (2012) i Srebrnym (2021) Krzyżem Zasługi.

## Publikacje

### Powieści
- To przez ten wiatr - wyd. Powergraph 2022.

### Opowiadania
- Struktura dysonansu – legenda – Nowa Fantastyka 09/2004[12]
- Granica czyśćca –  Nowa Fantastyka 07/2005[13]
- Karnawał – Nowa Fantastyka 07/2007[3]
- Ekumenizm – Nowa Fantastyka 12/2008[14]
- Dominiczka mówi – Nowa Fantastyka 12/2010[15]
- Ciężki metal – antologia „Księga wojny”, Runa, 2011[16]
- Amnezjak – antologia „Science Fiction”, Powergraph, 2011[17]
- Rychu – antologia „Głos Lema”, Powergraph, 2013[1][18]
- Retro (fantazja alternatywna) – antologia „Rok po końcu świata”, Powergraph, 2013[19]
- Zimno, gdy zajdzie – antologia „Pożądanie” Powergraph, 2013[20]

### Publikacje naukowe
Lista artykułów dostępna na stronie uniwersyteckiej:

- Aktywność obywateli online
- Internet jako przestrzeń debaty
- Machinima: gra komputerowa jako medium współtwórcze, Sztuka i polityka. Sztuki wizualne,
- Projekt Chanology jako haktywistyczny protest
- Political Communication, Social Media and Popular Culture: The Adisucks Facebook Protest Case Study,
- O badaniu kultur popularnych online
- Przyjemności oporu: popkulturowe remiksy i współczesne (medialne) protesty
- (Nie) tylko zabawa w protest. Sprzeciw wobec ACTA jako aktywność obywatelska i uczestnictwo w kulturze popularnej
- Reguły internetu: aksjologia sieciowych kultur popularnych
- Agenda publiczna czy medialna? Problem statusu publikowanych oddolnie treści medialnych w ramach social media na przykładzie protestu adisucks
- Memy internetowe: teksty (cyfrowej) kultury językiem krytyki społecznej
- Globalne usieciowienie aktywizmu: nowe media a rozwój nowych ruchów społecznych
- Kryzys, protest i social media. Nowe media narzędziem organizacji protestów społecznych
- Media Messages’ Flows in Converging Media Systems, Directions of Change as Research Challenges

- Performatywne aspekty działalności nowych ruchów społecznych
- Social media jako sieci obiegu przekazów medialnych
- The Journalists and Journalism of Poland
- Trzy Dekady Agresji. Pola znaczeniowe w twórczości Wielkiej Czwórki thrash metalu
- Dlaczego nie nowa (cyfrowa) sfera publiczna? Ograniczenia dotyczące funkcjonowania internetu jako przestrzeni publicznej debaty u progu drugiej dekady XXI wieku
- Obywatel online/konsumet polityki – nowe media a proces marketyzacji komunikacji politycznej
- Debata 2.0? Współczesny internet jako (nowe) medium publicznej debaty
- Glokalna e-mobilizacja: (naprawdę) nowe media narzędziem obywatelskiej mobilizacji
- Nowy medialny ekosystem: zmiany wzorców obiegu przekazów w globalnym systemie medialnym wywołane rozwojem nowych mediów
- Cyfrowy maoizm czy zbiorowa inteligencja? Debata w nowych mediach – stanowiska teoretyczne i aktualna dyskusja
- Zrób to sam – Web 2.0 jako strefa politycznej aktywności internautów
- Hurtownie kodów: popkulturowe portale i magazyny internetowe
- Internet w Polsce
- Nowe media = nowa jakość? Demokracja u progu ery mediów cyfrowych
- Polski cyberaktywizm: ochrona praw człowieka i tematyka antywojenna w Internecie
- Wszyscy jesteśmy cyberpunkami. Człowiek w sieci – literackie prognozy a rzeczywistość,